# خانه آزبورن
خانه آزبورن (انگلیسی: Osborne House) یک اقامتگاه سلطنتی سابق در ایست کووز، جزیره وایت، بریتانیا است. این خانه مابین سال‌های ۱۸۴۵ تا ۱۸۵۱ برای ملکه ویکتوریا و شاهزاده آلبرت ساخته شده‌است.

## نگارخانه

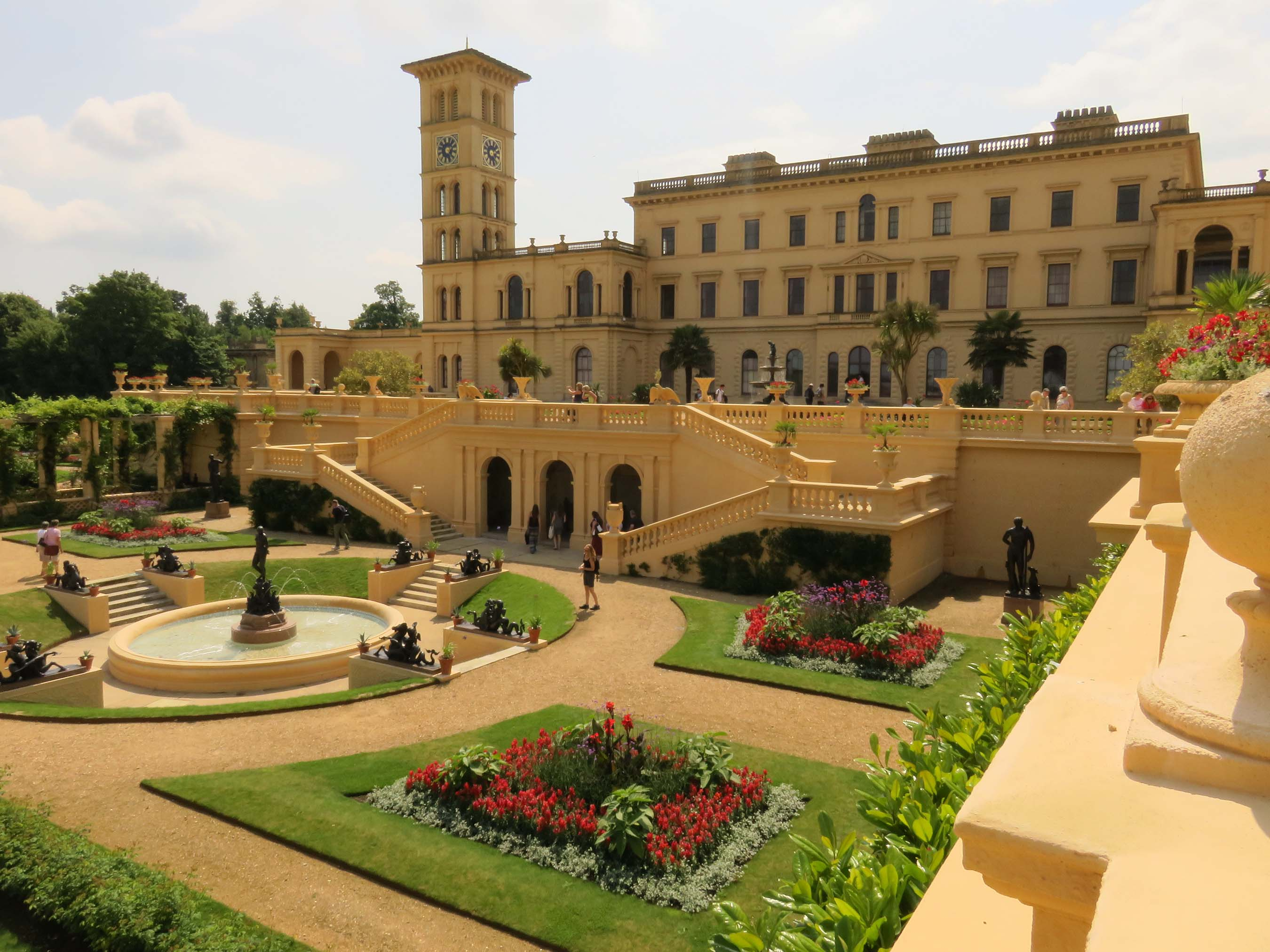
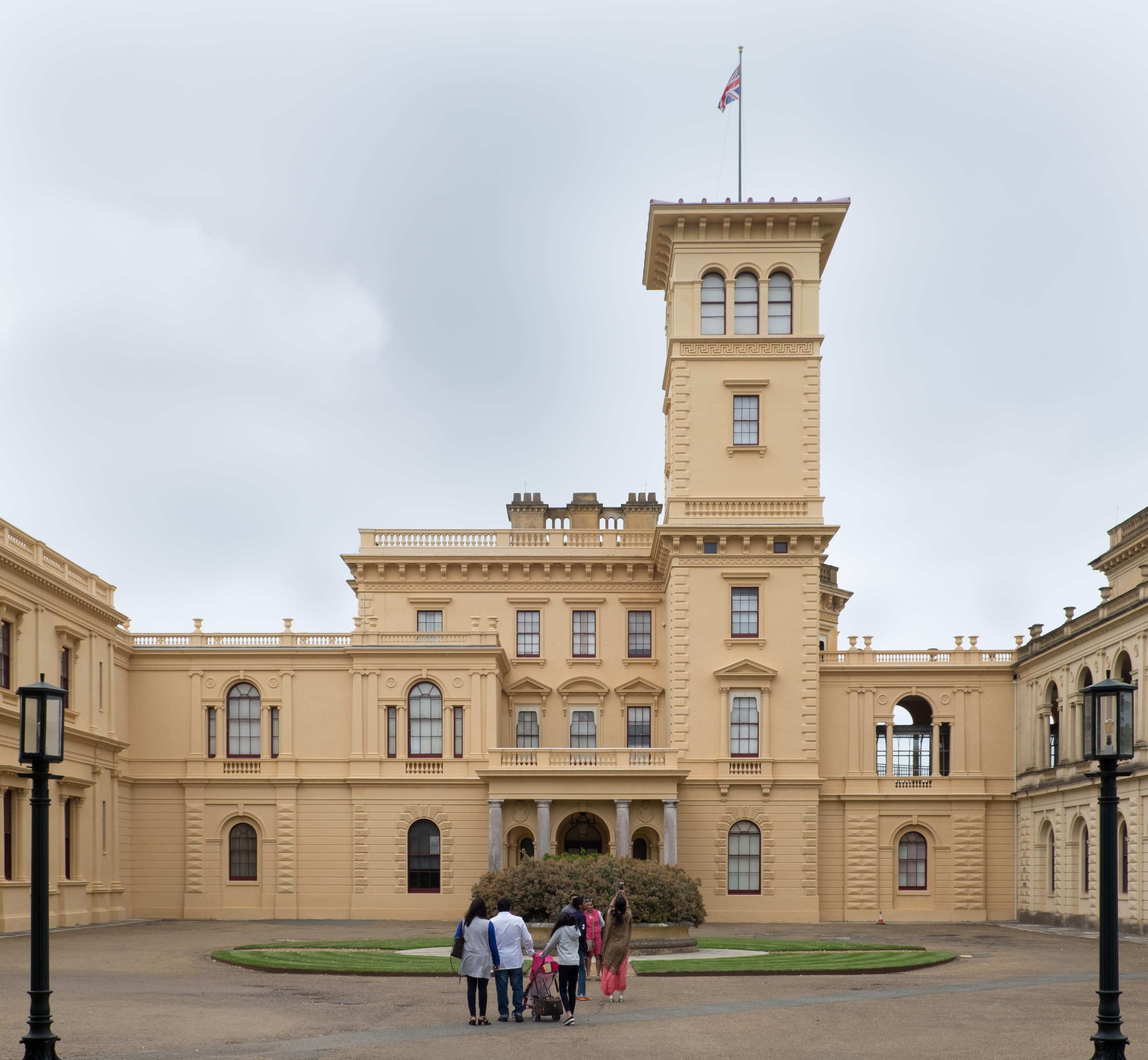
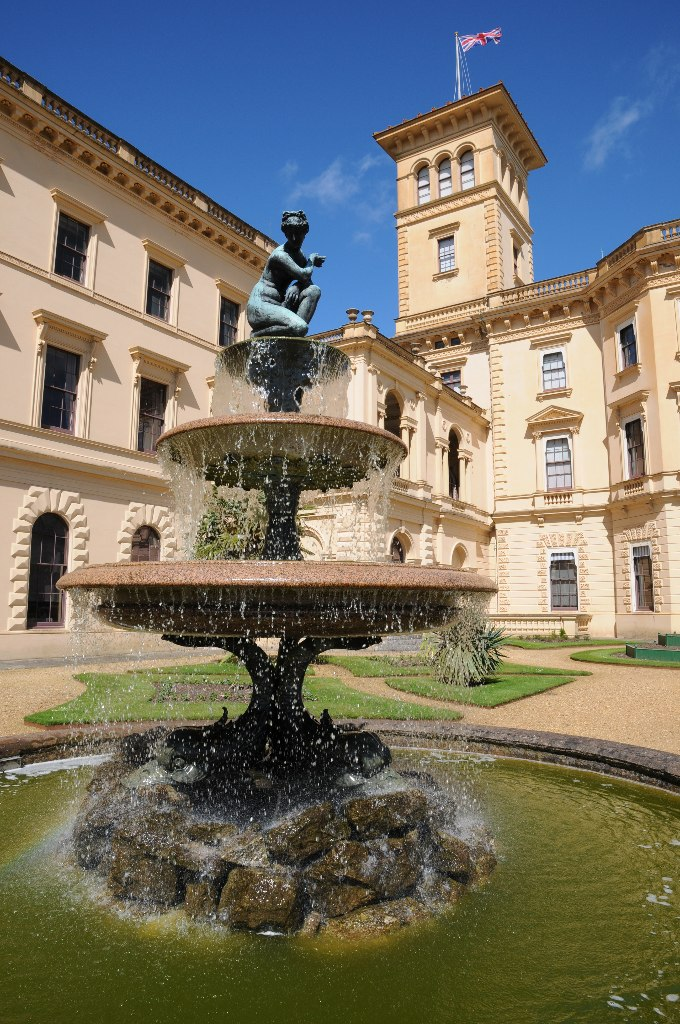
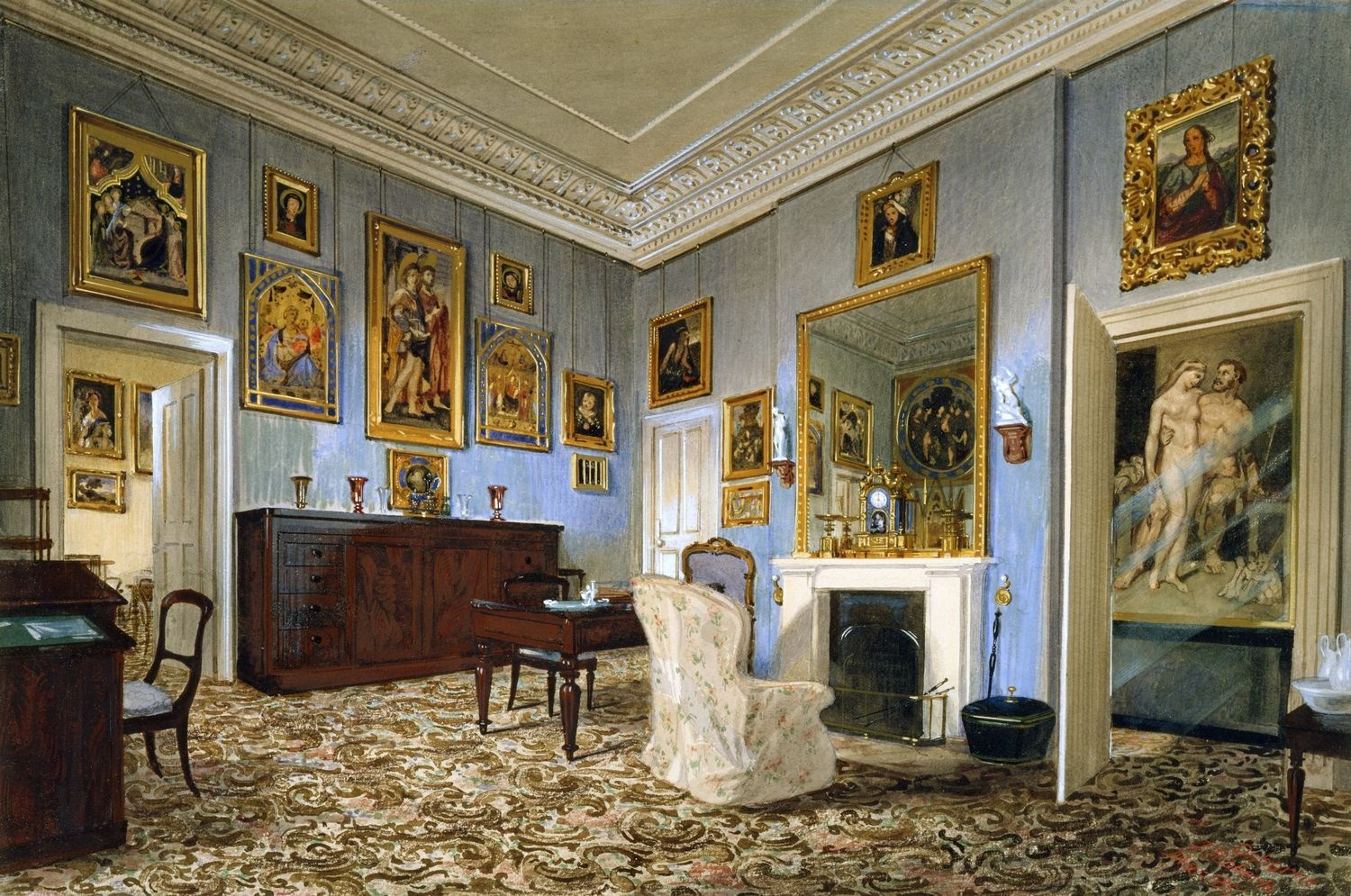
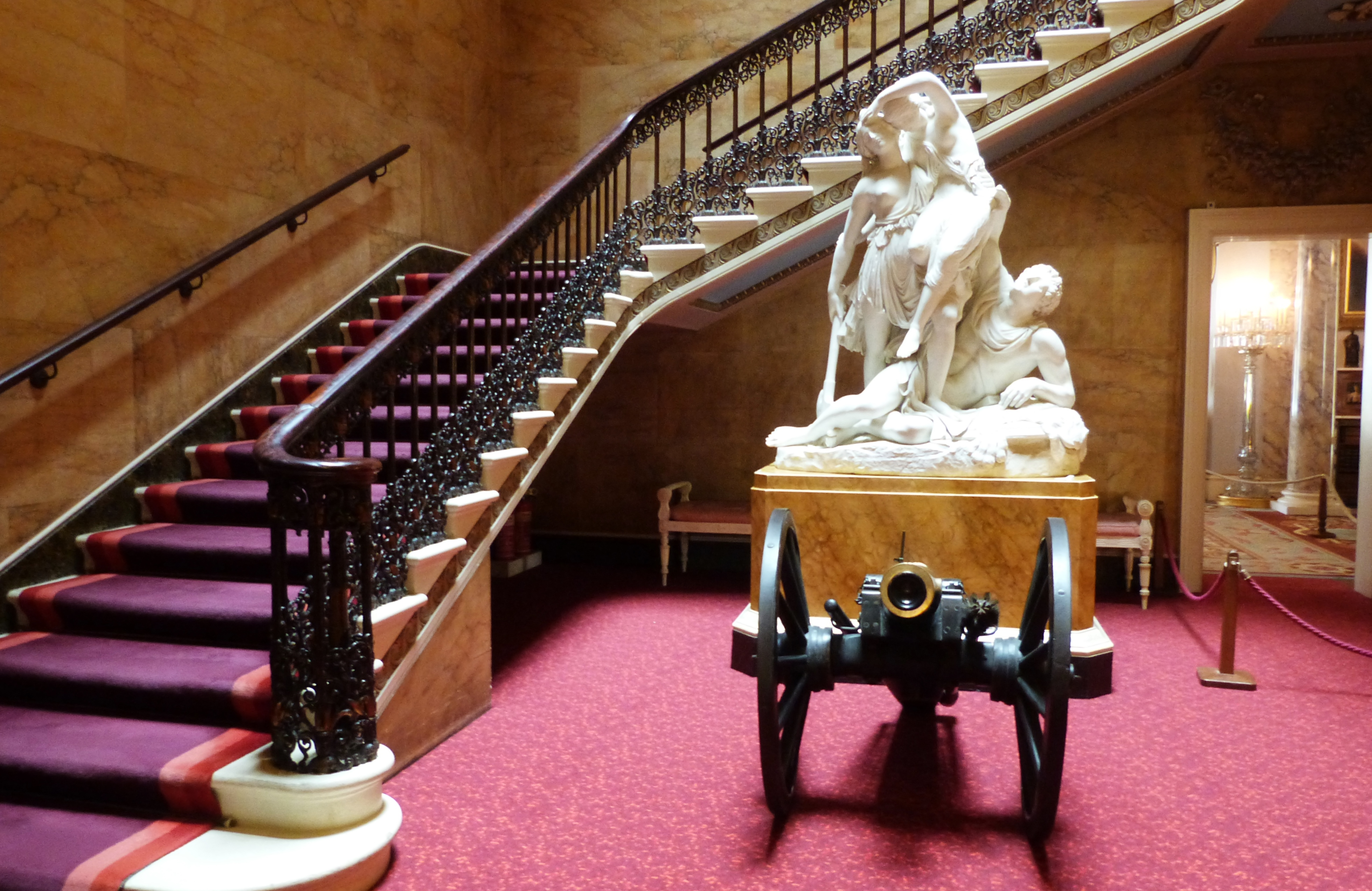